# Cyril Domoraud
Cyril Domoraud, né le 22 juillet 1971 à Lakota, est un footballeur international ivoirien et un ancien capitaine de l'équipe nationale de Côte d'Ivoire. Il est le frère de Gilles Domoraud et de Jean-Jacques Domoraud.
Un centre de formation de football en Côte d'Ivoire porte son nom.

## Carrière
- 1984-1986 :  Noiseau  France
- 1986-1989 :  Sucy-en-Brie  France
- 1989-1994 : US Créteil-Lusitanos  France
- 1994-1996 : Red Star  France
- 1996-1997 : Girondins de Bordeaux  France
- 1997-1999 : Olympique de Marseille  France
- 1999-2000 : Inter Milan  Italie
- 2000-2001 : SC Bastia  France
- 2001-2002 : AS Monaco  France
- 2002-2004 : Espanyol Barcelone  Espagne
- 2004-2005 : Konyaspor  Turquie
- 2004-2006 : US Créteil-Lusitanos  France
- jan 2007-2007: US Créteil-Lusitanos  France

« Fiche de Cyril Domoraud », sur footballdatabase.eu

## Palmarès
- Vice-champion de France 1998-1999 (Marseille).
- Finaliste de la Coupe de la Ligue : 1997 (Bordeaux).
- Finaliste de la Coupe UEFA : 1999 (Marseille).
- Finaliste de la Coupe d'Italie : 2000 (Inter).